# Dicranum elongatum
Dicranum elongatum là một loài Rêu trong họ Dicranaceae. Loài này được Schleich. ex Schwägr. mô tả khoa học đầu tiên năm 1811.

## Hình ảnh

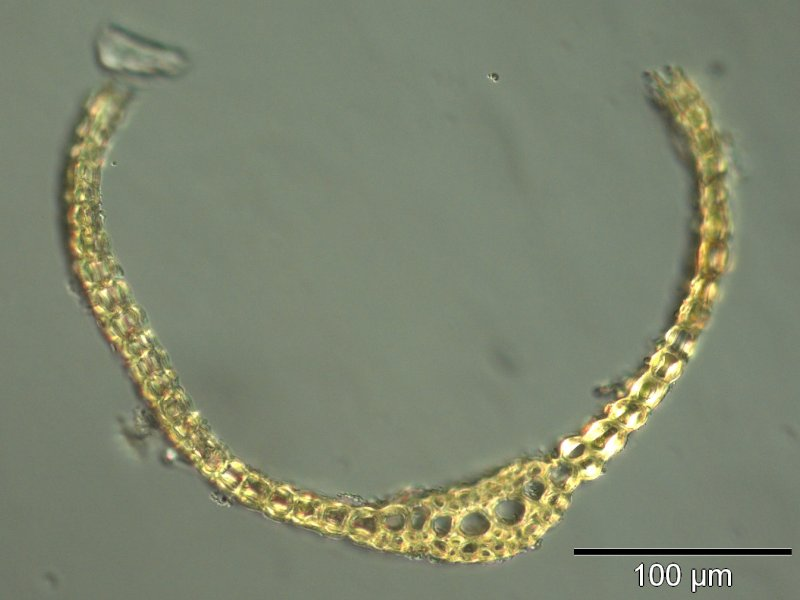
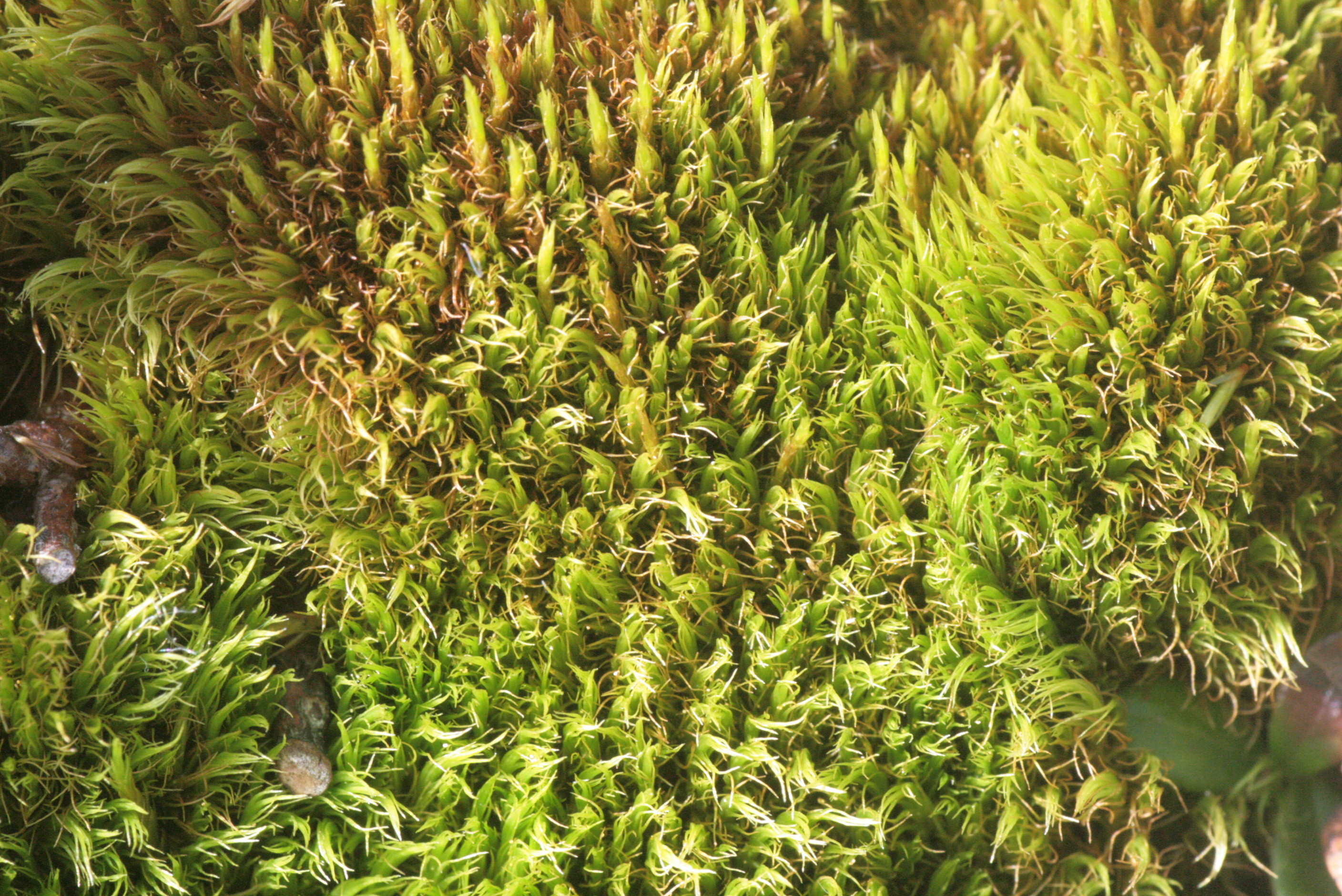
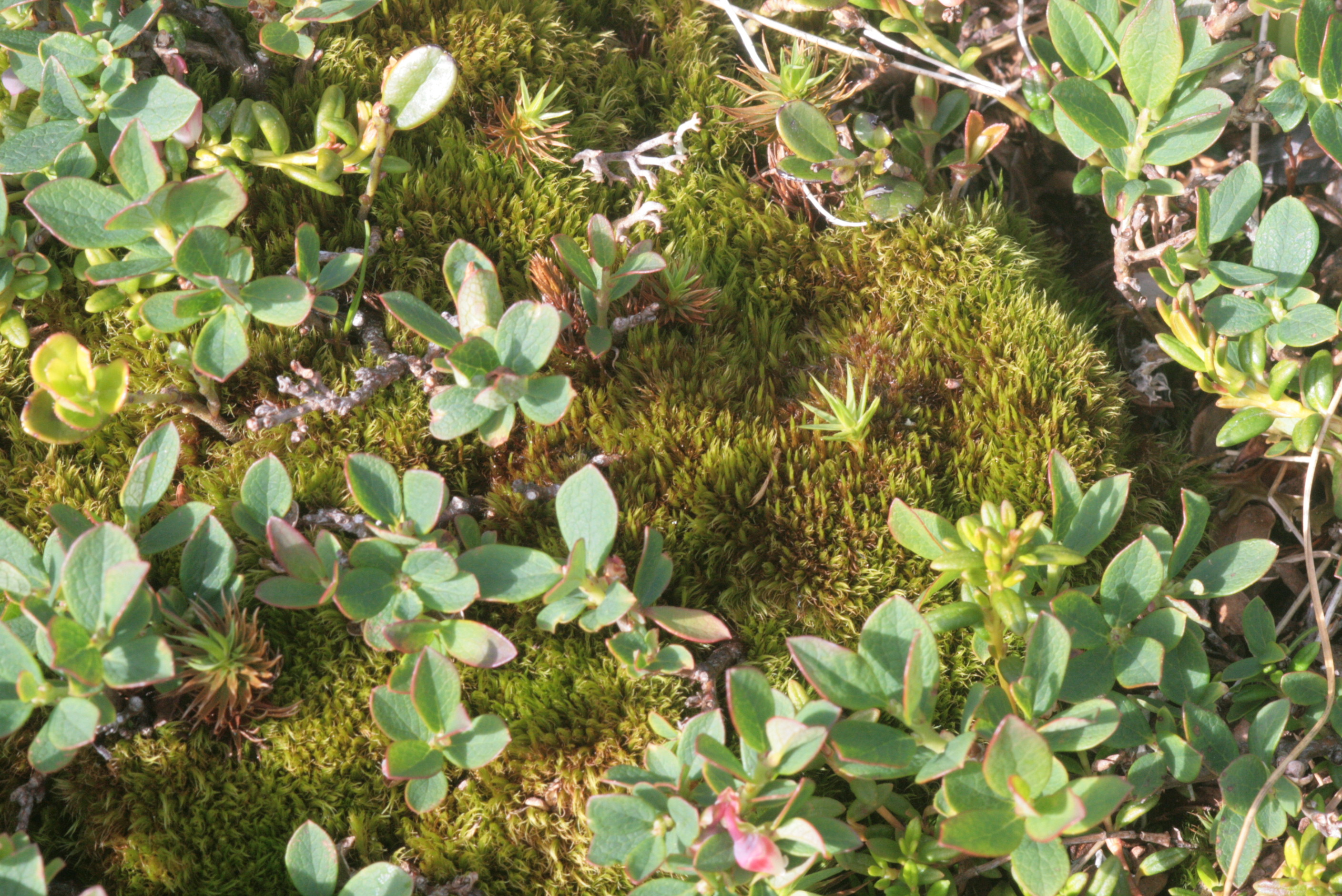
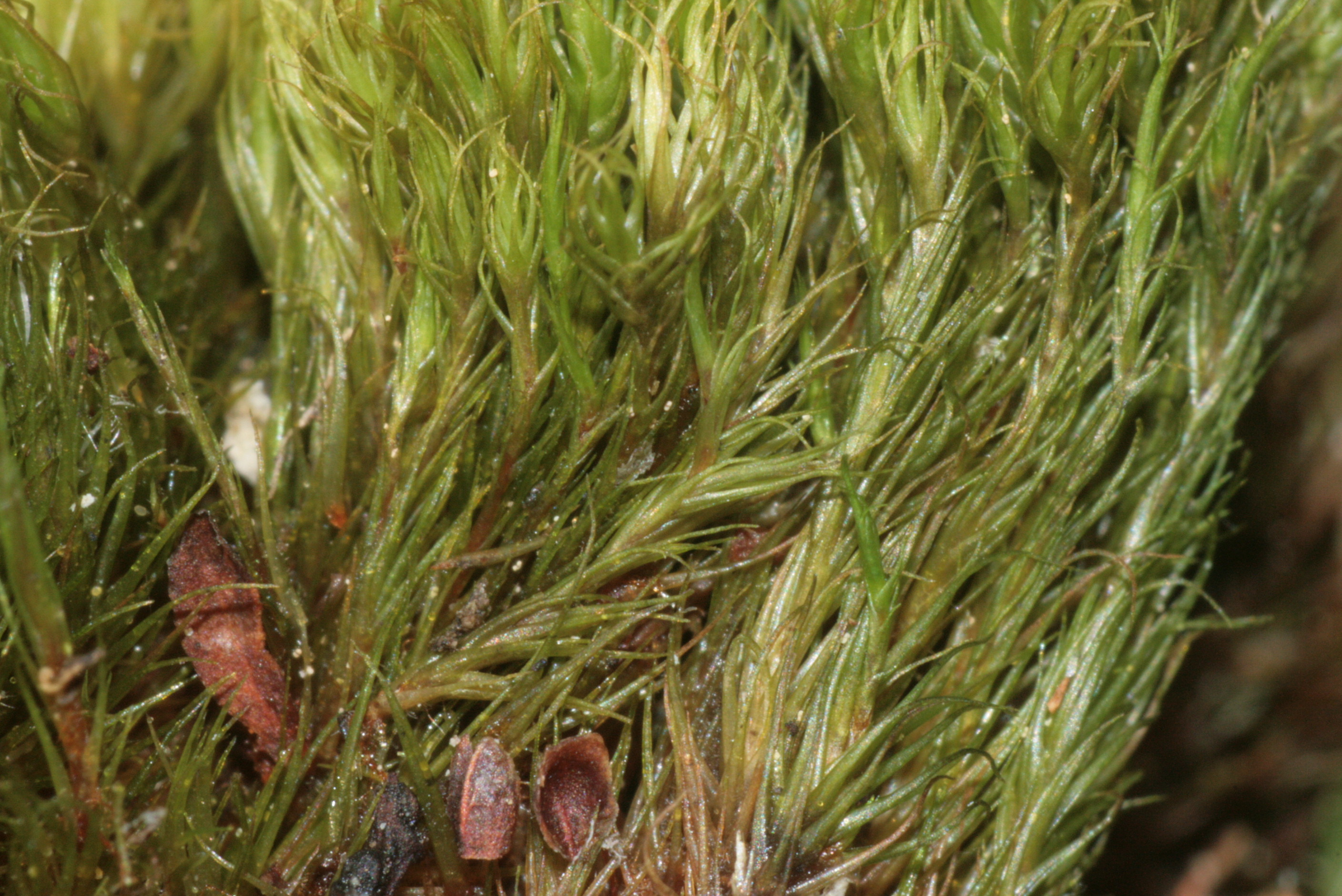